# Seishoujo
Seishoujo (聖少女) nacido en 1974, es el pseudónimo de un artista y diseñador de videojuegos. Es reconocido por el diseño glamoroso de sus personajes. Sus trabajos más conocidos son Bible Black y Discipline: Record of a Crusade.
Trabajó por años para la empresa Active Software, después de que ésta desapareció, se pasó a Empress, en el cual ha trabajado desde entonces.

## Trabajos
Active Software:
- Angel Halo (Imágenes)
- Bible Black (Imágenes, serie)
- Discipline: Record of a Crusade.
- Fantasia Mahjong (Imágenes)
- Heartwork: Symphony of Destruction (Imágenes, Obra original)

Empress:
- CLEAVAGE (2005)
- STARLESS (Proyecto, Imágenes, Escenarios, Serie) (2011)
- LEWDNESS (2012)
- DominancE (2013)
- P/A - Potential Ability (2014)
- Closed (2015)